# Browalls
Browalls är en svensk TV-serie i tio avsnitt från 1999 i regi av Christjan Wegner. Serien bygger på en idé av Peter Settman och i rollerna ses bland andra Tomas Pontén, Roberto Gonzalez och Kajsa Staaf.
Browalls sändes i tio delar mellan den 10 april och 12 juni 1999 i SVT2 (med repriser i SVT1). Serien hade tre olika manusförfattare, Per Simonsson, Stefan Roos och Mårten Klingberg. Den producerades av Settman med Tommy Starck som exekutiv producent och Margarete Jangård som assisterande producent. Den fotades av Pär Nordahl och Settman och klipptes av Daniel Lägersten.

## Handling
| Nr | Titel                  | Regi             | Manus | Originalvisning |
| --- | ---------------------- | ---------------- | ----- | --------------- |
| 01 | "Invecklad utveckling" | Christjan Wegner |       | 10 april 1999   |
| Familjen Browall driver en begravningsbyrå men tvingas nu dela utrymmet med Kerims Häls&Pizza. Ett kärleksbrev på villovägar ska visa sig få oanade konsekvenser.                                                                        |                        |                  |       |                 |
| 02 | "Eriksgata"            | Christjan Wegner |       | 17 april 1999   |
| Rojalisten Carl Henrik blir eld och lågor när han får veta att kungen och drottningen ska besöka Söderby på eriksgata. Även Markus blir detta, men av en helt annan anledning, då han nämligen planerar en demonstration.                |                        |                  |       |                 |
| 03 | "Kontaktannonsen"      | Christjan Wegner |       | 24 april 1999   |
| Carl Henrik svarar på en kontaktannons, men klarar han verkligen att träffa någon? Elin ber sin far att söka hjälp från oväntat håll. |                        |                  |       |                 |
| 04 | "En hund begraven"     | Christjan Wegner |       | 1 maj 1999      |
| Browalls begravningsbyrå är nära att gå i konkurs och familjen hotas därför av vräkning. Det sista hoppet står till att utöka verksamheten till att även begrava djur, men är detta det rätta att satsa på?                              |                        |                  |       |                 |
| 05 | "Sådan far, sådan son" | Christjan Wegner |       | 8 maj 1999      |
| Elin försöker styla Markus, så att Jasmine ska bli intresserad av honom. Men vad gjorde egentligen Markus härom natten? Både Carl Henrik och Kerim har sina teorier.                                                                     |                        |                  |       |                 |
| 06 | "Landskampen"          | Christjan Wegner |       | 15 maj 1999     |
| En fotbollslandskamp ska spelas mellan Sverige och Libanon och Carl Henrik ser ett gyllene tillfälle att förödmjuka Kerim. Det är dock oklart vilket lag Kerim håller på egentligen. Elin försöker snärja den svenske målvakten.         |                        |                  |       |                 |
| 07 | "Sällskapet"           | Christjan Wegner |       | 22 maj 1999     |
| Kerim ansöker om medlemskap i Sällskapet, en förening som samlar alla män av rang i Söderby. Carl Henrik, som medlem sedan 30 år, gör allt i sin makt för att stoppa honom.                                                              |                        |                  |       |                 |
| 08 | "Pappas flicka"        | Christjan Wegner |       | 29 maj 1999     |
| Jasmine står inför ett svårt dilemma när hennes nye pojkvän Viggo vill att hon ska följa med på båtsemester, medan Kerim förväntar sig att hon ska resa till släkten i Libanon. Elin erbjuder sig att vara behjälplig.                   |                        |                  |       |                 |
| 09 | "Dödligt vapen"        | Christjan Wegner |       | 5 juni 1999     |
| Carl Henrik genomför en marknadsföringskonsert på ålderdomshemmet varpå en av åldringarna dör. Carl Henrik tror att det är han som dödat åldringen genom sitt höga trumpetspel och när en polis anländer börjar han att undanröja bevis. |                        |                  |       |                 |
| 10 | "Terroristen"          | Christjan Wegner |       | 12 juni 1999    |
| Jasmine har tröttnat på att ha Markus efter sig och försöker därför få honom att bli kär i en annan. |                        |                  |       |                 |

## Rollista
- Tomas Pontén – Carl-Henrik Browall
- Mikael Riesebeck – Markus Browall
- Kajsa Staaf – Elin Browall
- Roberto Gonzalez – Kerim Gerges
- Polly Kisch – Jasmine Gerges
- Ingvar Andersson – kennelmannen
- Siw Erixon – Marianne Green
- Leif Forstenberg – husvärden
- Leif Hedberg – Aminoff
- Lars Humble – Ingvar Jernbratt
- Per-Åke Larsson – Agne Martinsson
- Per Lasson – Agne Martinsson
- Jan Lerning – änklingen
- Karl Gustaf Lindström – äldre herre
- Kenneth Milldoff – Bengt Johansson
- Håkan Mohede – Albrekt Bixelius
- Joakim Narin – Roland Fors
- Håkan Paaske – Lennart
- Vanja Rodefeldt – äldre dam
- Birgitta Sanderberg – Mona Stenström
- Tommy Starck – bisittare
- Emy Storm – fru Bergström
- Isidor Torkar – SÄPO 2
- Matthias Hahne Thorbjörnsson - Viggo